# Clement Cazalet
Clement Haughton Langston Cazalet (16 luglio 1869 – 23 marzo 1950) è stato un tennista britannico.

## Biografia
Era cugino di William Cazalet, anche lui tennista di fama.

## Palmarès

### Olimpiadi
- Bronzo a Londra 1908 nel doppio maschile outdoor.